# Tanneron
Pour les articles homonymes, voir Tanneron (homonymie).
Tanneron est une commune française située dans le département du Var en région Provence-Alpes-Côte d'Azur.

## Géographie

### Localisation
La commune de Tanneron est située à l'extrémité est du département du Var, au nord du massif de l'Esterel, au cœur d'un ensemble collinaire fortement accidenté dit massif du Tanneron. Le village est situé à 400 mètres d'altitude.
Côté Var, l'agglomération la plus proche est Fréjus - Saint-Raphaël (60 000 hab.), à 20 kilomètres à vol d'oiseau (35 par la route), donc plus éloignée que les villes de Mandelieu-la-Napoule, Cannes, le Cannet ou Grasse, situées dans les Alpes-Maritimes.

### Communes limitrophes
Les communes limitrophes sont Auribeau-sur-Siagne, Mandelieu-la-Napoule, Pégomas, Peymeinade, Le Tignet, Les Adrets-de-l'Estérel, Fréjus et Montauroux.
|                               | Le Tignet, Peymeinade (Alpes-Maritimes) | Auribeau-sur-Siagne (Alpes-Maritimes)  |
| Montauroux (Var)              | Tanneron                                | Pégomas (Alpes-Maritimes)              |
| Les Adrets-de-l'Esterel (Var) | Fréjus (Var)                            | Mandelieu-la-Napoule (Alpes-Maritimes) |

### Voies de communications et transports

#### Voies routières
Tanneron est accessible par les routes départementales RD 38, qui relie Pégomas au Lac de Saint-Cassien, RD 138 qui relie Tanneron à Mandelieu, RD 37 qui relie les Adrets de l'Esterel à Tanneron et RD 94, vers Tournon, hameau de Montauroux.
L'autoroute A8 traverse l'extrême sud du territoire de la commune et dessert le village par la sortie no 39 (Les Adrets).

#### Transports en commun
La seule ligne de transport en commun desservant la commune est la ligne scolaire Zou ! 3345 qui relie les différents hameaux de la commune à Mandelieu-la-Napoule.
L'ancienne gare de Tanneron - Saint-Cassien de la Ligne Central-Var, située sur la commune de Montauroux, est fermée depuis 1950.

### Géologie
La commune donne son nom au massif de Tanneron, situé au nord du massif de l'Esterel. Ce massif primaire, de type granitique, recèle de nombreuses espèces minérales, comme le quartz, la galène, la calcite, la barytine, et surtout de nombreux filons de fluorite. Ces gisements ont été exploités jusqu'en 1986 par la mine de Fontsante, au sud-ouest de la commune, qui a notamment produit des spécimens de fluorite de toutes les couleurs.

### Hydrographie
Cours d'eau sur la commune :
- la Siagne, fleuve côtier, borde la commune au nord et sert de limite communale avec Peymeinade et Auribeau-sur-Siagne ;
- le Biançon, d'abord noyé dans le lac de Saint-Cassien, reprend son cours en aval du barrage, et va se jeter sans la Siagne au nord-ouest de la commune ;
- le Vallon gros de la Verrerie, affluent du Biançon, traverse la commune du sud-est au nord-ouest ; il a lui-même comme affluents le Vallon de l'Aubane et le Vallon des Peyrines[3] ;
- le Riou Fer descend du bois de Callian jusqu'au barrage de Saint-Cassien où il se jette dans le Biançon ; il a lui-même pour affluents le Vallon de la Font de Couscou et le Vallon de Rompecambe[4] ;
- le Vallon du Chemin charretier, en limite sud de la commune, se jette dans la branche sud du lac de Saint-Cassien ;
- le Vallon des Vaux est entièrement noyé dans le lac au sud-ouest de la commune.

La plupart de ces cours d'eau, exception faite de la Siagne et du Biançon, sont des ruisseaux épisodiques à sec en été.
Plans d'eau :
- à l'ouest, le lac de Saint-Cassien, dont la presque totalité de la rive orientale se trouve sur la commune,
- au nord, la petite retenue de Tanneron, sur la Siagne.

### Climat
Pour des articles plus généraux, voir Climat de Provence-Alpes-Côte d'Azur et Climat du Var.
En 2010, le climat de la commune est de type climat méditerranéen altéré, selon une étude du Centre national de la recherche scientifique s'appuyant sur une série de données couvrant la période 1971-2000. En 2020, Météo-France publie une typologie des climats de la France métropolitaine dans laquelle la commune est exposée à un climat méditerranéen et est dans la région climatique  Var, Alpes-Maritimes, caractérisée par une pluviométrie abondante en automne et en hiver (250 à 300 mm en automne), un très bon ensoleillement en été (fraction d’insolation > 75 %), un hiver doux (8 °C) et peu de brouillards. 
Pour la période 1971-2000, la température annuelle moyenne est de 14,3 °C, avec une amplitude thermique annuelle de 14,7 °C. Le cumul annuel moyen de précipitations est de 930 mm, avec 6,2 jours de précipitations en janvier et 2,3 jours en juillet. Pour la période 1991-2020, la température moyenne annuelle observée sur la station météorologique de Météo-France la plus proche, « Pegomas », sur la commune de Pégomas à 5 km à vol d'oiseau, est de 16,1 °C et le cumul annuel moyen de précipitations est de 983,2 mm. 
La température maximale relevée sur cette station est de 40,4 °C, atteinte le 19 juillet 2023 ; la température minimale est de −4,4 °C, atteinte le 17 janvier 2017,,. 
Les paramètres climatiques de la commune ont été estimés pour le milieu du siècle (2041-2070) selon différents scénarios d'émission de gaz à effet de serre à partir des nouvelles projections climatiques de référence DRIAS-2020. Ils sont consultables sur un site dédié publié par Météo-France en novembre 2022.

### Sismicité
Tanneron est l'une des 38 communes du département du Var classées en zone de sismicité 3 (modérée), dans la classification nationale en 5 zones (de 1-très faible à 5-forte).

## Urbanisme

### Typologie
Au 1er janvier 2024, Tanneron est catégorisée commune rurale à habitat dispersé, selon la nouvelle grille communale de densité à sept niveaux définie par l'Insee en 2022.
Elle est située hors unité urbaine. Par ailleurs la commune fait partie de l'aire d'attraction de Cannes - Antibes, dont elle est une commune de la couronne,. Cette aire, qui regroupe 24 communes, est catégorisée dans les aires de 200 000 à moins de 700 000 habitants,.

### Occupation des sols

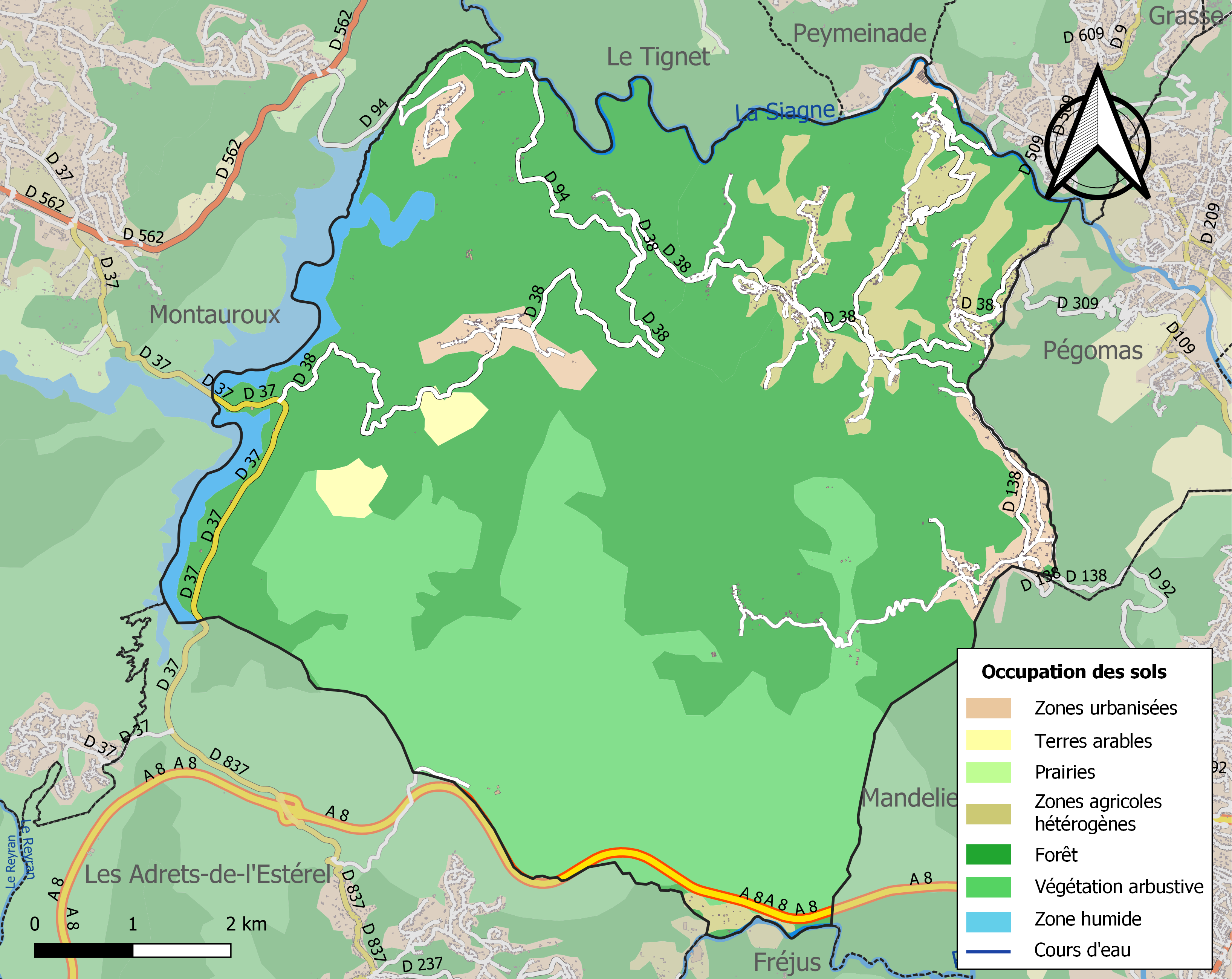
Carte de l'occupation des sols de la commune en 2018 (CLC).

L'occupation des sols de la commune, telle qu'elle ressort de la base de données européenne d’occupation biophysique des sols Corine Land Cover (CLC), est marquée par l'importance des forêts et milieux semi-naturels (87,5 % en 2018), en diminution par rapport à 1990 (90,5 %). La répartition détaillée en 2018 est la suivante : 
forêts (58,3 %), milieux à végétation arbustive et/ou herbacée (29,3 %), zones agricoles hétérogènes (5,8 %), zones urbanisées (3,4 %), eaux continentales (2,3 %), cultures permanentes (1 %).
L'IGN met par ailleurs à disposition un outil en ligne permettant de comparer l’évolution dans le temps de l’occupation des sols de la commune (ou de territoires à des échelles différentes). Plusieurs époques sont accessibles sous forme de cartes ou photos aériennes : la carte de Cassini (XVIIIe siècle), la carte d'état-major (1820-1866) et la période actuelle (1950 à aujourd'hui).

### Plan local d'urbanisme
La commune a entrepris en 2015 d'élaborer un plan local d'urbanisme substituable au plan d'occupation des sols antérieurement en vigueur
. Dans l'attente de son achèvement, le Règlement national d'urbanisme est applicable sur la commune.

## Histoire

### Antiquité
Les habitants de cette contrée était des nomades voyageant selon les saisons. Au VIe siècle avant J.-C, de nombreuses tribus s'étaient constituées mais furent soumises par les légions romaines. Jusqu'à la fin du Ve siècle de notre ère, la sédentarisation et la paix romaine assuraient une parfaite sécurité aux habitants. Puis, la christianisation remplace la civilisation romaine et, dans la région, on note la présence de communautés religieuses autour de Callian. Tanneron était depuis l'origine une seigneurie appartenant à la famille de "Grasse", à la branche des Grasse-Cabris et faisait partie de l'immense territoire de Callian. C'est en épousant Hermangarde (fille de Guillaume Gruette) qu'Hugues de Marseille devient « princeps » (premier seigneur de la région).
Il prit le nom du domaine qui faisait la liaison entre ses biens et ceux de son épouse et se fit appeler Hugues de Callian. La communauté de Callian, au haut Moyen Âge, s'étendait dans tout le territoire de la Colle-Narbonne (Montauroux) y compris le Tanneron.

### Moyen Âge
Après le départ des bandes sarrasines et trois siècles d'anarchie, un mouvement de reprise économique se manifeste en Provence à la fin du Xe siècle et la féodalité s'installe petit à petit.
L'Estérel resté sauvage, servait de refuge aux brigands et pillards grâce au maquis et aux nombreuses grottes du massif. La Provence et l'Europe furent touchées au milieu du XVIe siècle par la « grand peste ». Au début du siècle suivant, le comté ordonne la construction de murailles et de forteresses dans chaque village afin de se préserver des épidémies et de défendre les populations. En raison de l'appauvrissement, des villages entiers de la région de Grasse et de Draguignan sont repeuplés d'habitants de la Ligurie (Italie).
La seigneurie de Tanneron est toujours fief de la famille des "Grasse" au XVe siècle et les guerres de religion secouent le pays des Siagnes. Le massif du Tanneron était à cette époque, couvert d'une magnifique pinède. Certains arbres atteignaient 30 m de hauteur et 7 m de circonférence. De ce fait, de nombreuses verreries voient le jour, les forêts alentour contribuant à alimenter leurs fours. Ceux-ci deviennent itinérants suivant les coupes de bois réglementées par la Marine Royale , forte consommatrice de bois de charpente pour ses navires. Tout cela, non sans graves dommages pour ces forêts.

### Temps Modernes
Mais, c'est à la fin du XVIIIe siècle, qu'un violent incendie ravage la majeure partie des forêts de Tanneron. En 1654 la ville est devenue une vicomté voulue par Louis XIV pour la famille Tanneron (la ville tire son nom de la famille), et la vicomté devient indépendante de Fayence. Le vicomte est resté jusqu'en 1712 lorsque le titre a été vendu par la famille au roi ainsi que de nombreux actifs pour rembourser les dettes de jeu contractées à Versailles.

### Révolution française etXIXesiècle
Lors de la Révolution, on pille et brûle quelques châteaux. L'Estérel devient alors un centre de brigandage. La Provence est morcelée en plusieurs circonscriptions territoriales et Callian et Montauroux forment un canton tandis que Mons, Seillans et Tourrettes forment celui de Fayence. Les conditions de vie s'améliorent et la population augmente, s'entassant surtout sur les villages perchés. Et Tanneron se détache définitivement de Callian en 1835.
En 1886, il existe trois mines de houille à Callian, Montauroux et Tanneron. De nouvelles cultures spéculatives liées aux parfumeries grassoisses apparaissent aussi. Quelques années plus tard est inaugurée la gare ferroviaire du "Central Var".
L'agriculture est peu développée et le pays produit l'olivier, le figuier, le blé et le châtaignier mais surtout, le fraisier et le griottier.
L'industrie est représentée par le moulin à farine à Saint-Cassien-Des-Bois (Il est restauré chaque été par des associations de jeunes). Mais aussi par la charbonnière, quelques scieries et une mine d'anthracite.

### XXesiècle
Les Tanneronnais ne sont plus que 600 en 1905 pour voir arriver l'électricité dans leur commune. En parallèle, la culture du mimosa se développe. Importé sur la Côte d'Azur au milieu du XIXe siècle par les riches aristocrates anglais, l'arbre s'est très bien acclimaté à l'atmosphère douce de l'hiver azuréen et déjà cultivé à Mandelieu depuis les années 1880. Les bouquets de mimosa sont appréciés des fleuristes parisiens et les agriculteurs y voient une opportunité économique. Un « triangle d'or » est formé par les villes de Mandelieu, Pégomas et Tanneron, où la culture du mimosa est florissante durant tout le XXe siècle.
En 1962, l'EDF commence l'énorme chantier du barrage de Saint-Cassien. Tanneron devient propriétaire d'une partie du lac et voit alors de nouvelles opportunités touristiques. Dès 1985, les réalisations se multiplient et encouragent une démographie galopante.
C'est dans un incendie d'une grande importance au Tanneron, qui a ravagé le massif entre le 3 et le 6 octobre 1970, que Martin Gray perdit sa femme et ses quatre enfants. À la suite de cet incendie, il avait décidé la création du prix Dina-Gray pour récompenser les actions contre les feux de forêts, prix devenu une fondation.

## Politique et administration

### Liste des maires
| Période                                  | Période   | Identité          | Étiquette | Qualité |
| ---------------------------------------- | --------- | ----------------- | --------- | ------- |
| Les données manquantes sont à compléter. |           |                   |           |         |
| 1905                                     | 1919      | François Alary    |           |         |
| 1919                                     | 1925      | Jean-Marius Truc  |           |         |
| 1925                                     | 1934      | Jean-Joseph Félix |           |         |
| 1934                                     | 1935      | Désiré Raspail    |           |         |
| 1935                                     | 1941      | Charles Gastaud   |           |         |
| 1941                                     | 1943      | Sylvain Augier    |           |         |
| 1943                                     | 1950      | Roger Leze        |           |         |
| 1950                                     | 1951      | Julien Dumont     |           |         |
| 1951                                     | 1965      | Roger Leze        |           |         |
| 1965                                     | 1977      | Julien Dumont     |           |         |
| 1977                                     | 1995      | Jacques Chiabaud  |           |         |
| 1995                                     | 2020      | Robert Trabaud    |           |         |
| Juillet 2020                             | Mars 2025 | Michel Félix      |           |         |

### Budget et fiscalité 2020
En 2020, le budget de la commune était constitué ainsi :
- total des produits de fonctionnement : 1 733 000 €, soit 1 138 € par habitant ;
- total des charges de fonctionnement : 1 702 000 €, soit 1 002 € par habitant ;
- total des ressources d’investissement : 277 000 €, soit 163 € par habitant ;
- total des emplois d’investissement : 609 000 €, soit 358 € par habitant.
- endettement : 1 100 000 €, soit 648 € par habitant.

Avec les taux de fiscalité suivants :
- taxe d’habitation : 12,57 % ;
- taxe foncière sur les propriétés bâties : 8,56 % ;
- taxe foncière sur les propriétés non bâties : 37,59 % ;
- taxe additionnelle à la taxe foncière sur les propriétés non bâties : 0,00 % ;
- cotisation foncière des entreprises : 0,00 %.

Chiffres clés Revenus et pauvreté des ménages en 2018 : Médiane en 2018 du revenu disponible,  par unité de consommation : 23 210 €.

### Sécurité
Tanneron dépend de la brigade de gendarmerie de Fayence.
Une police municipale est présente depuis 2014 avec un agent en poste. Depuis 2018, à la suite de la signature de la convention de coordination avec la Gendarmerie nationale, la police municipale de Tanneron est armée en catégorie B (pistolet semi automatique Glock 17 G5) et D (bâton télescopique et bombe CS).

### Politique environnementale
Tanneron dispose d'une station d'épuration de 500 Equivalent Habitants,. À l’exception de Tanneron, toutes les communes de la CC Pays de Faïence disposent d’un schéma directeur d’assainissement ou en ont un en projet.

## Population et société

### Démographie
L'évolution du nombre d'habitants est connue à travers les recensements de la population effectués dans la commune depuis 1836. Pour les communes de moins de 10 000 habitants, une enquête de recensement portant sur toute la population est réalisée tous les cinq ans, les populations de référence des années intermédiaires étant quant à elles estimées par interpolation ou extrapolation. Pour la commune, le premier recensement exhaustif entrant dans le cadre du nouveau dispositif a été réalisé en 2007.

En 2022, la commune comptait 1 723 habitants, en évolution de +6,42 % par rapport à 2016 (Var : +4,98 %, France hors Mayotte : +2,11 %).
| 1836 | 1841 | 1846 | 1851 | 1856 | 1861 | 1866 | 1872 | 1876 |
| ---- | ---- | ---- | ---- | ---- | ---- | ---- | ---- | ---- |
| 828  | 809  | 780  | 822  | 837  | 800  | 829  | 843  | 839  |

| 1881 | 1886 | 1891 | 1896 | 1901 | 1906 | 1911 | 1921 | 1926 |
| ---- | ---- | ---- | ---- | ---- | ---- | ---- | ---- | ---- |
| 788  | 750  | 690  | 655  | 600  | 572  | 520  | 417  | 463  |

| 1931 | 1936 | 1946 | 1954 | 1962 | 1968 | 1975 | 1982 | 1990  |
| ---- | ---- | ---- | ---- | ---- | ---- | ---- | ---- | ----- |
| 454  | 443  | 393  | 459  | 512  | 525  | 586  | 808  | 1 157 |

| 1999  | 2006  | 2007  | 2012  | 2017  | 2022  | - | - | - |
| ----- | ----- | ----- | ----- | ----- | ----- | - | - | - |
| 1 307 | 1 453 | 1 473 | 1 460 | 1 666 | 1 723 | - | - | - |

### Enseignement
La commune dépend de l'académie de Nice. Les élèves commencent leur scolarité à l'école primaire de Tanneron. Le « collège Léonard-de-Vinci », situé sur le territoire de Montauroux, regroupe les collégiens de ce village, ainsi que ceux de Callian, Tanneron et Les Adrets-de-l'Esterel.
Les élèves de la partie sud vont au collège à Mandelieu.
Les lycées les plus proches sont à Grasse.

### Santé
Professionnels et établissements de santé :
- Médecins à Auribeau-sur-Siagne et Mandelieu-la-Napoule.
- Pharmacies à Auribeau-sur-Siagne et Mandelieu-la-Napoule.
- Hôpitaux à Pégomas, Cabris, Mougins.
- Centre hospitalier intercommunal Fréjus-Saint-Raphaël.
- Centre hospitalier universitaire de Nice.

### Culte
- Culte catholique : Tanneron fait partie des paroisses catholiques du Pays de Fayence, au sein du diocèse de Fréjus-Toulon. Le presbytère se trouve à Fayence. Une messe est célébrée à Notre-Dame de Peygros chaque dimanche[43].

## Économie

### Entreprises et commerces

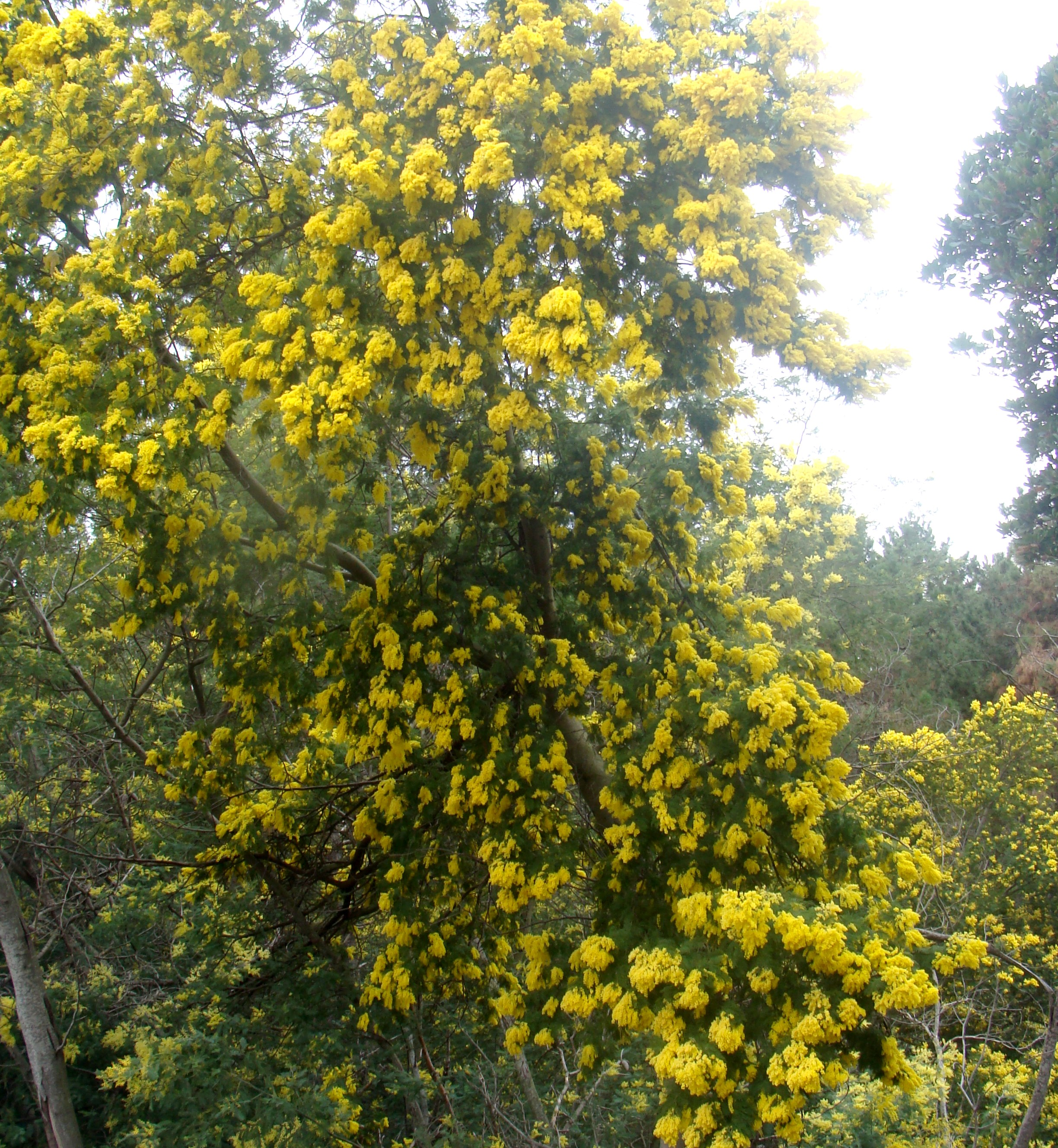
Mimosas à Tanneron.

#### Agriculture
L'activité économique la plus emblématique de Tanneron est agricole, avec la production de mimosa. Quatre forceries de mimosa sont installées sur la commune. L’autre culture présente sur Tanneron est l’eucalyptus. Plusieurs variétés sont présentes dont l’eucalyptus graine ou populus.

#### Tourisme
Restaurants : 
il y a deux restaurants au village. La Famiglia et le café des Voyageurs.
Il y a aussi quatre restaurants sur les rives du lac de Saint-Cassien (qui se situe en partie sur la commune de Tanneron) : Macao plage, Chez Pierre, le Ponton et le Lac. Ces restaurants proposent aussi la location de pédalos pour pouvoir se balader sur le lac.
Le château de la Verrerie :
Aujourd'hui transformé en 11 gîtes communaux de diverses capacités d'accueil. Voir aussi : Gites de France.
Le lac de Saint-Cassien :
 (février 2022).

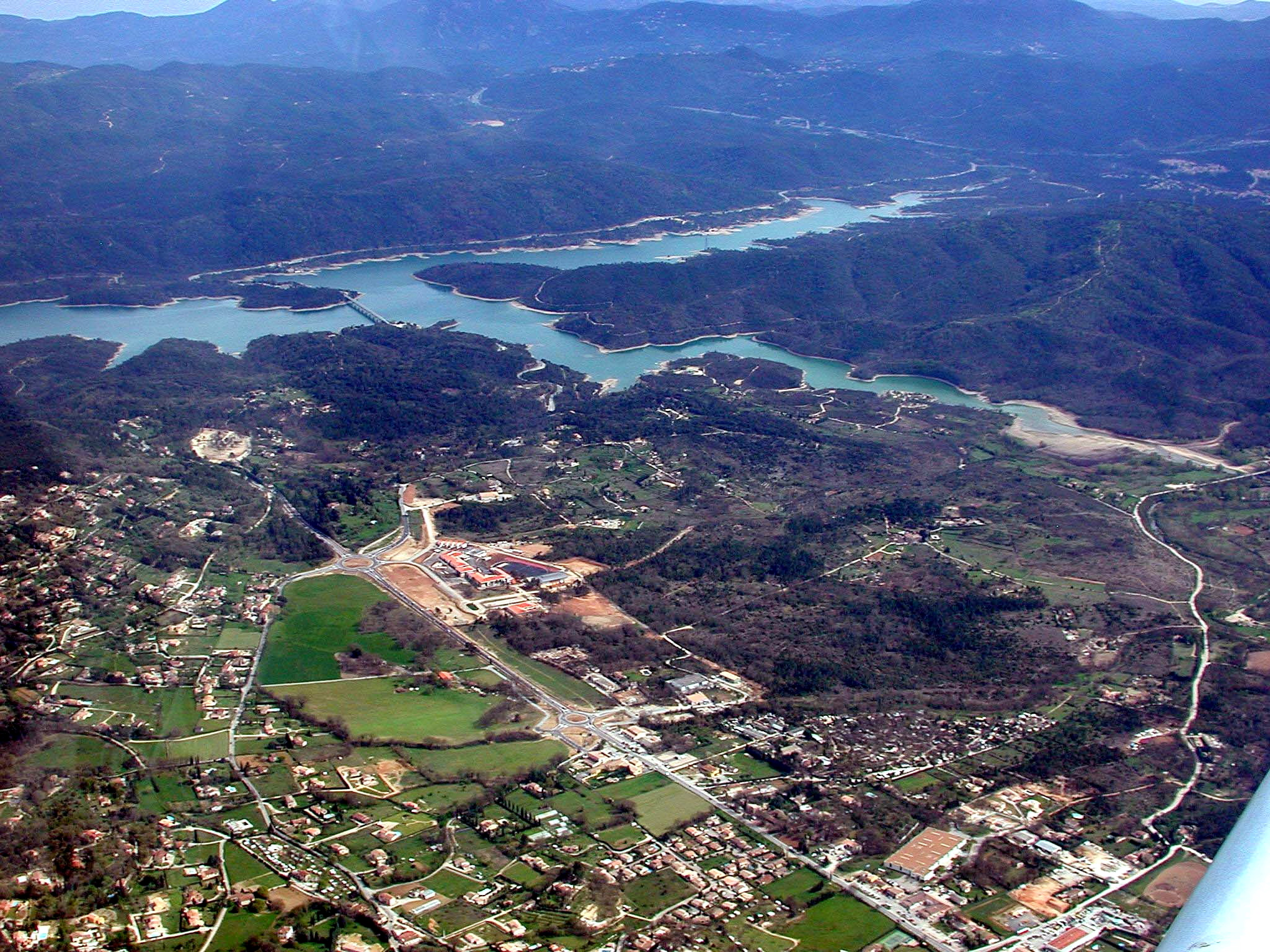
Vue aérienne du lac de Saint-Cassien.

D'une superficie de 470 hectares, le lac de Saint-Cassien est le plus vaste plan d'eau de l'Estérel. Au creux des collines, ses grandes plages aménagées ou ses criques sauvages sont accessibles à partir de sentiers pédestres. Tous y trouveront un charme : les familles, pour ses aires de pique-nique, ses restaurants au bord de l'eau et ses locations de pédalos. Les sportifs le traverseront en canoë ou en aviron et les amoureux de la nature apprécieront ses coins de pêche et la réserve ornithologique de Fondurane de 43 hectares, gérée par le Conservatoire Études des Écosystèmes de Provence, devenu le Conservatoire d'espaces naturels de Provence-Alpes-Côte d'Azur dont le siège est à Aix-en-Provence,.
La chapelle de Saint-Cassien-des-Bois. 
Au Xe siècle, la villa Narbonne et ses églises, dont Saint-Cassien et Notre-Dame-d'Ambrian à Montauroux appartenaient à Maïeul, abbé de Cluny.
Au gué de la Siagne, la chapelle était la porte d'entrée des domaines lériniens. Ce passage fermement gardé, était la limite du fief d'Antibes. Un péage était instauré (octroi), source évidente de revenus pour l'Abbaye de Lérins qui détenait depuis 1030 la majorité des chapelles sur la Colle Narbonne et ses alentours.
Cet ancien prieuré était régi par un religieux qui se chargeait de la ferme et du prieuré, celui-ci dépendant de la paroisse de Callian.
En 1340, on ne comptait qu'un prieur et un moine pour le domaine, qui compte toujours la paroisse de Callian mais aussi, la seigneurie de la Colle Narbonne, Saint-Julien et Saint-Cassien.
Construite sur l'axe médian Draguignan-Grasse, la chapelle était utilisée pour le commerce et les pèlerinages qui se rendaient à Saint-Jacques de Compostelle.
En 1837, la Seigneurie de Tanneron est rattachée à la Vicairerie de Grasse. Elle appartiendra plus tard à la famille de Grasse, Cabris, De Villeneuve. De cette époque date le blason d'or à 4 chevrons, conservé jusqu'à aujourd’hui.
Au siècle dernier, le 23 juillet, il y avait messe, bal et attractions pendant deux jours et les familles du village et des villages des environs venaient y participer. L'on venait alors pique-niquer sur les bords du Biançon et de la Siagne. Aujourd'hui, cette tradition demeure en une seule journée.
Le moulin à farine de Saint-Cassien-des-Bois :
Ce moulin à blé et à huile se cache encore sous la végétation. Son architecture ainsi que le parcours de l'eau pour mouvoir les meules présentent un grand intérêt pour le promeneur. Dans notre région, le premier moulin à blé est cité dans le cartulaire de Lérins, datant du milieu du XIe siècle et se trouvait « Comté de Callian in flumine Ciagnia »... Serait-ce celui-ci ?
La tour carrée de Saint-Cassien-des-Bois :
Cette tour quadrangulaire est bâtie où se trouvait autrefois le "castrum tanaroni". Ses parties les plus anciennes remontent au XIIe siècle. Cet ancien château fortifié servait d'hospice et d'étape aux voyageurs et pèlerins. Le castrum tanaroni est cité dès 1200, son étymologie possible viendrait de "tan" (écorce de chêne et châtaignier) ou de la racine pré-européenne "tan" (la montagne).
L'église Notre-Dame-de-Peygros :
Après l'ordonnance du roi Louis Philippe du 28 avril 1835 détachant Tanneron de la commune de Callian, la petite chapelle de Notre-Dame-de-Peygros fut érigée en paroisse. Le curé des Adrets y assurait alors le service paroissial et c'est sous sa direction qu'en 1835 a été agrandie la petite chapelle qui fut alors dédiée à saint Antoine de Padoue. La population participa à sa construction, d'abord par une souscription volontaire, mais aussi par des fournitures et matériaux qui étaient emmenés par charrette ou à bras.
L'on raconte que le dimanche, les gens qui venaient à la messe et les enfants qui venaient au catéchisme y apportaient chacun leur pierre. Les travaux s'échelonnèrent de 1839 à 1844. Le clocher est muni de deux cloches qui furent acquises aux frais des habitants. Aujourd'hui, chaque 13 juin, on fête saint Antoine de Padoue et chaque 15 août, la Vierge Marie à l'église de Notre-Dame-de-Peygros. La messe a lieu le dimanche à 9 h.

#### Commerces, artisanat et services
- Commerces de proximité[53] : boulangerie, station service-garage.

## Culture locale et patrimoine

### Lieux et monuments
Patrimoine religieux :
- Église Notre-Dame-de-Peygros. Construction échelonnée de 1839 à 1844. Style roman provençal à nef unique et abside en cul-de-four. Contient un tableau Apparition de la Vierge présentée par saint Dominique à sainte Thérèse d'Avila répertorié à l'inventaire national du patrimoine mobilier (base Palissy)[54].
- La chapelle de Saint-Cassien-des-Bois XIIe siècle, dépendait de l’Abbaye de Lérins - au bord de la Siagne - restaurée[55].

Patrimoine civil :
- Monuments commémoratifs :
  - Monument aux morts. Conflits commémorés 1914-1918 et 1939-1945[56],
  - Mémorial des sapeurs-pompiers du Tanneron, mémorial en hommage aux sapeurs-pompiers morts dans l'incendie du Tanneron en 1985[57].
- Tour Carrée XIIe siècle.- proche de la chapelle de Saint-Cassien-des-Bois[58].
- Puits couvert.
- Le moulin de Saint-Cassien-des-Bois[59].

Patrimoine naturel :
- Forêt de mimosas[60].
- Lac de Saint-Cassien.
- Le Bau Reddoun, rocher associé à la légende de la Chèvre d’Or, gardienne des trésors en Provence[61].
- Saut de la Siagne, petite cascade sur la Siagne[62].

### Personnalités liées à la commune
- Martin Gray (1922-2016), écrivain, dont la famille décéda dans l'incendie d'octobre 1970.

### Blasonnement
|  | Les armoiries de Tanneron se blasonnent ainsi : D'or aux trois chevrons de gueules. |